# Marijan Živic
Marijan Živic slovenski rimskokatoliški duhovnik in kulturni delavec, * 6. avgust 1919, Sveti Ivan, † 18. februar 2001.

## Življenje in delo
Ljudsko šolo in učiteljišče je končal v Trstu, licej v koprskem malem semenišču, bogoslovje pa v Gorici. V duhovnika je bil posvečen 30. maja 1924 v Trstu. Od 1. avgusta 1942 do maja 1944 je kot župnik služboval v Sočergi in Movražu. Maja 1944 je moral pred nacisti bežati, dobri ljudje so ga skrivoma prepeljali v Koper od koder se je umaknil v Furlanijo nato pa v pokrajino Como. Junija 1945 se je vrnil v Trst, od koder je hodil v Repentabor. Od 15. oktobra 1946 do 21. julija 1947 je bil pomočnik župnika na Opčinah, nato do 28. julija 1948 župnik v Bazovici. Nekaj let je bil dekan openskega dekanata ter od 25. decembra 1967 častni kanonik tržaškega stolnega kapitlja. Po vojni je bil vsa leta do upokojitve katehet na raznih šolah v Trstu in okolici. Skrb za mladino pa je bila gonilna sila vsega njegovega dela. Z župnikom Prešernom sta leta 1948 ustanovila mladinsko podporno društvo Slokad, ki je organiziralo počitniško letovanje za otroke v raznih krajih Kanalske doline. Nič manjša pa ni bila njegova skrb za ohranitev kulturne dediščine. Popravil in prenovil je cerkve v Sočergi ter Gropadi in Padričah v Bazoviški župniji in postavil novo cerkev v zaselku Pesek. Cerkev na Pesku, ki jo je poslikal Tone Kralj je posvečena Mariji Brezmadežni.